# 阿尔弗雷德·科尔托
阿尔弗雷德·德尼·科尔托（法語：Alfred Denis Cortot，1877年9月26日—1962年6月15日）是法国钢琴家、指挥家。是20世纪最著名的古典音乐家之一。作为一名拥有大量曲目的钢琴家，他对浪漫主义钢琴作品，尤其是肖邦、弗兰克、圣桑和舒曼作品的富有诗意的洞察力尤其受到重视。对于杜兰德版，他编辑了肖邦、李斯特和舒曼的几乎所有钢琴音乐的版本。
作为当时法国音乐文化的核心人物，他以与小提琴家雅克·蒂博和大提琴家帕乌·卡萨尔斯的钢琴三重奏而闻名。

## 生平

### 早年
科尔托生于地处瑞士法语区的尼翁，父亲是法国人，母亲是瑞士人。他在巴黎音乐学院学习时的第一位老师是埃米尔·德孔布，另一位是路易斯·迪耶梅。1896年，他夺得学院钢琴比赛第一名（premier prix）。1897年，他在科隆音乐会上首次登台，演奏了贝多芬的第三钢琴协奏曲。
1898—1901年间，他任拜罗伊特音乐节合唱指挥与助理指挥，1902年他指挥了瓦格纳的《諸神的黃昏》在巴黎的首演。他组织了一个名为Société des Concerts的音乐会社团，演出瓦格纳的《帕西法尔》、贝多芬的《庄严弥撒》、勃拉姆斯的《德意志安魂曲》和一些法国作曲家的新作品。

### 职业生涯
1905年，科尔托与雅克·蒂奥和巴勃罗·卡萨尔斯组成了当时最有名望的钢琴三重奏。1907年—1923年，科尔托在巴黎音乐学院任教，他的学生包括克拉拉·哈斯姬尔、迪努·李帕蒂、瓦尔多·佩勒姆特和玛格丽特·蒙诺。
作为教师的科尔托受到广泛的赞誉。1919年，他创办了巴黎师范音樂学院（簡記為ENMP）。作为一位游历极广的钢琴家，他也曾作为客座指挥与许多乐团合作过。
1925年3月21日，在新泽西州肯顿，科尔托为勝利留聲機公司录制了世界上第一张用商用电气录音录制的古典音乐唱片：肖邦的即兴曲和舒伯特的《Litanei》，由RCA红印唱片发行。

### 逝世
1962年6月15日，科尔托在瑞士的洛桑因尿毒症引起的腎功能衰竭去世，享年84岁。

## 技術特點
作为钢琴家，科尔托演奏的肖邦和舒曼最为出名，他修订的这两位作曲家的作品集非常注重技术和诠释上细节问题。他也被许多评论家视为这两位作曲家最伟大的诠释者。科尔托记忆力的问题很出名，跟当时许多其他著名钢琴家（如艾德温·费舍尔、阿圖爾·施納貝爾和珀西·格兰杰）一样，在他的录音中有许多错音。这和他的学生迪努·李帕蒂形成了鲜明的对比，李帕蒂的技术毫无瑕疵。
尽管有技术上的瑕疵（错音），科尔托仍是本世纪最出色的音乐家之一，也代表着一个时代的结束。他被认为是个人主观感性派的最后一位代表人物，轻视精确的技术，重视直觉、诠释和真正内在的精神。这种诠释方法已经被现代“科学派”的诠释方法取代，“现代派”将逻辑与精确放到第一位，以节拍器和文字上的“诠释”为标准。科尔托重视自由速度（rubato），他是自由速度运用的大师，特别在肖邦和舒曼的短小作品里面表现的尤其出色。

## 評價
- 音樂學者詹姆斯·梅修因-坎貝爾（James Methuen-Campbell）：「科爾托是一位同時擁有精湛演奏技術與最偉大音樂知識分子的藝術家。他的蕭邦比我們這個時代的鋼琴家更貼近蕭邦。」[5]

## 言論及爭議
- 科爾托在二战德国占领法国期间支持纳粹的行为（出任傀儡政权的政治职务，并在纳粹组织的音乐会上演出）使他饱受争议，战后他被驱逐出境（persona non grata）。对于他当时的动机曾有争议，但他仍被禁止公开演出一年，在法国人心目中的形象也一落千丈。但他作为独奏家仍在其他国家继续获得承认，尤其在英格兰。

## 作品節選

### 商業錄音
科尔托留下的录音主要是肖邦和舒曼的作品，其中肖邦的练习曲、前奏曲、圆舞曲和叙事曲集都是这些曲目最经典的录音，而他的舒曼作品录音早已是经典。除了这二位的作品录音，他还留下了一些小提琴奏鸣曲和三重奏的经典录音，此外还有德彪西，拉威尔，弗朗克的录音。当然在新的EMI大包裡还有贝多芬钢琴奏鸣曲的讲解和演奏示范。
以下，是科爾托的部分重要錄音：
- (CD). 20世紀偉大鋼琴家（英语：Great Pianists of the 20th Century） 20. Philips Classics. 1999. 456 751-2.
- (CD). 20世紀偉大鋼琴家 21. Philips Classics. 1999. 456 754-2.

### 出版
- 科爾托 (編). 勃拉姆斯. 狂想曲 第79號作品. 米蘭: Edizioni Curci S.r.l. 1956年.

## 外部連結
- 阿尔弗雷德·科尔托的Discogs页面（英文）